# Konstantinausstellung in Trier

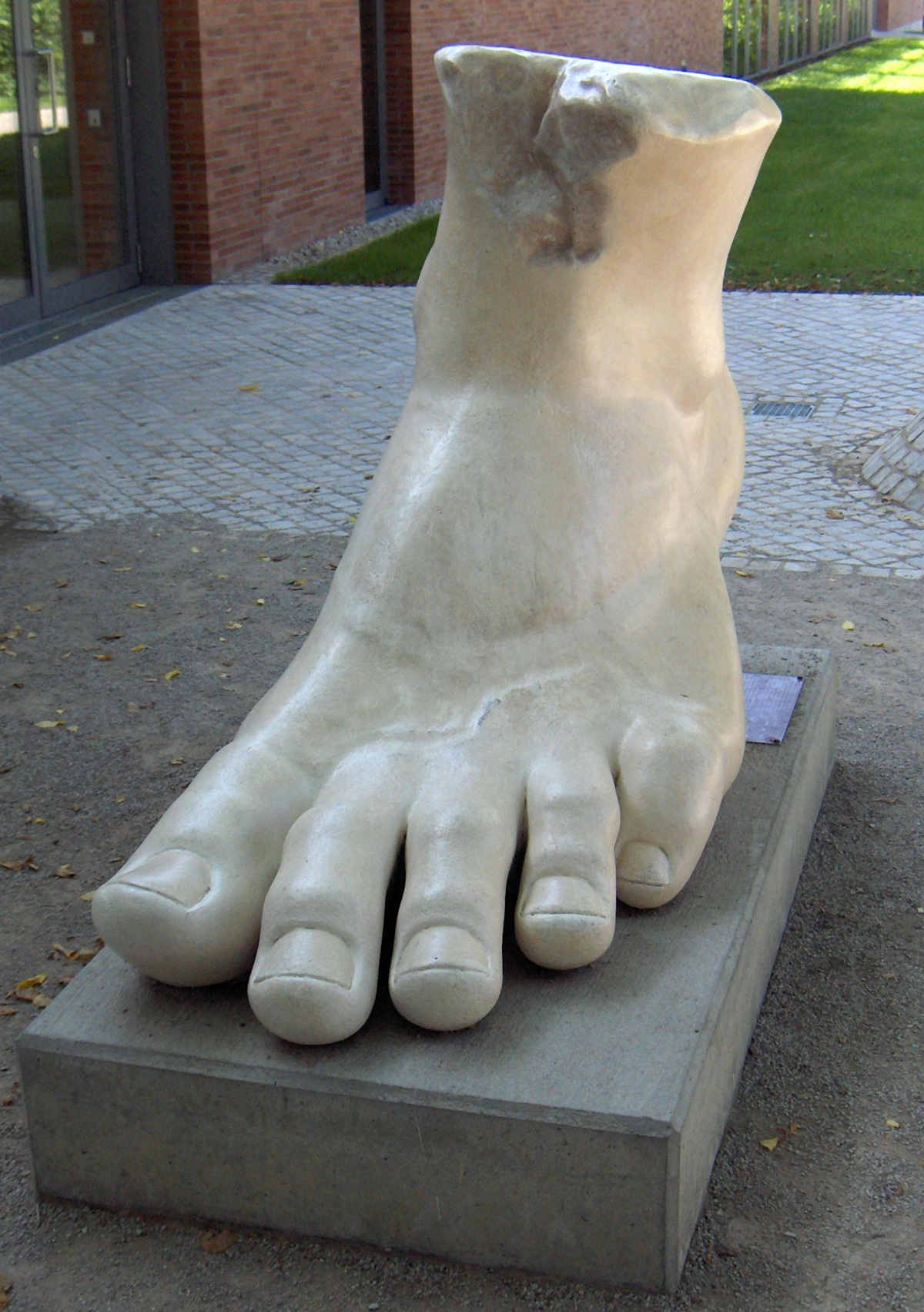
Kopie eines Fußes der Statue Konstantins

Die Konstantinausstellung in Trier fand vom 2. Juni bis zum 4. November 2007 statt. Sie informierte über den spätantiken Kaiser Konstantin I., zu dessen frühen Residenzen das antike Augusta Treverorum, das heutige Trier, gehörte.
Die Ausstellung war ein Beitrag zum Programm Luxemburg und Großregion Kulturhauptstadt Europas 2007. Sie stand unter der Schirmherrschaft des Bundespräsidenten Horst Köhler und wurde vom Bundesland Rheinland-Pfalz gemeinsam mit dem Bistum Trier und der Stadt Trier organisiert. Die Planungen dauerten etwa drei Jahre. In drei Museen (Rheinisches Landesmuseum Trier, Bischöfliches Dom- und Diözesanmuseum sowie  Stadtmuseum Simeonstift) wurden insgesamt rund 1400 Ausstellungsstücke aus 20 Ländern gezeigt. Darunter befanden sich zahlreiche herausragende Stücke, wie etwa der Esquilin-Schatz aus dem Britischen Museum in London oder eine drei Meter hohe Nachbildung des Kaiserkopfes der Konstantinstatue, der sich in den Kapitolinischen Museen in Rom befindet.
Die Ausstellung war auch ein wirtschaftlicher Erfolg, insgesamt wurden fast 800.000 Besuche verzeichnet. Knapp 354.000 Eintrittskarten wurden an zahlende Ausstellungsbesucher verkauft. Zur Ausstellung erschien ein über 500 Seiten umfassender Katalog, herausgegeben von Alexander Demandt und Josef Engemann, in dem Beiträge zahlreicher namhafter Wissenschaftler zu finden sind; dem Katalog ist eine CD-ROM beigefügt, auf der die Ausstellungsstücke vorgestellt werden. Ebenso erschien ein Kolloquiumsband, in dem Forscher bestimmte Aspekte der Herrschaft Konstantins darstellen.